# Murong Shegui
Pour les articles homonymes, voir Murong (Homonymie).
Murong Shegui (chinois : 慕容涉歸 ; pinyin : mùróng shèguī) décédé en décembre 283, est un chanyu des Xianbei. Il fait partie de la famille Tabghach des Yans antérieurs (chinois : 前燕 ; pinyin : qiányàn).
Son frère, Murong Tuyuhun, est le fondateur, en 329, du royaume appelé Tuyuhun, aux environs du Qinghai et du Corridor du Hexi, dans le Gansu.